# Arrondissement Mende
Arrondissement Mende (fr. Arrondissement de Mende) je správní územní jednotka ležící v departementu Lozère a regionu Languedoc-Roussillon ve Francii. Člení se dále na 18 kantonů a 169 obcí.

## Kantony
- Aumont-Aubrac
- Le Bleymard
- La Canourgue
- Chanac
- Châteauneuf-de-Randon
- Fournels
- Grandrieu
- Langogne
- Le Malzieu-Ville
- Marvejols
- Mende-Nord
- Mende-Sud
- Nasbinals
- Saint-Alban-sur-Limagnole
- Saint-Amans
- Saint-Chély-d'Apcher
- Saint-Germain-du-Teil
- Villefort